# Route nationale 19 (Norvège)
Pour les articles homonymes, voir Route nationale 19.
La route nationale 19 (en  norvégien : Riksvei 19, abrégé Rv19) est une route nationale en Norvège,.

## Description
La Riksvei 19 relie Tønsberg dans le comté de Vestfold à Moss dans le comté d'Østfold. 
La longueur totale de la route est de 13,5 kilomètres. 
La route se compose de deux tronçons disjoints, un itinéraire de 7,5 kilomètres dans le comté de Vestfold et un itinéraire de 6,0 kilomètres comté d'Østfold, séparés par le fjord d'Oslo de 10 kilomètres de large à cet endroit, où le service de traversier de Moss à Horten (en) fait partie de la route nationale 19.
La route relie la route européenne 18 à Undrumsdal, un village de Tønsberg, avec la route européenne 6 à Moss.

## Galerie

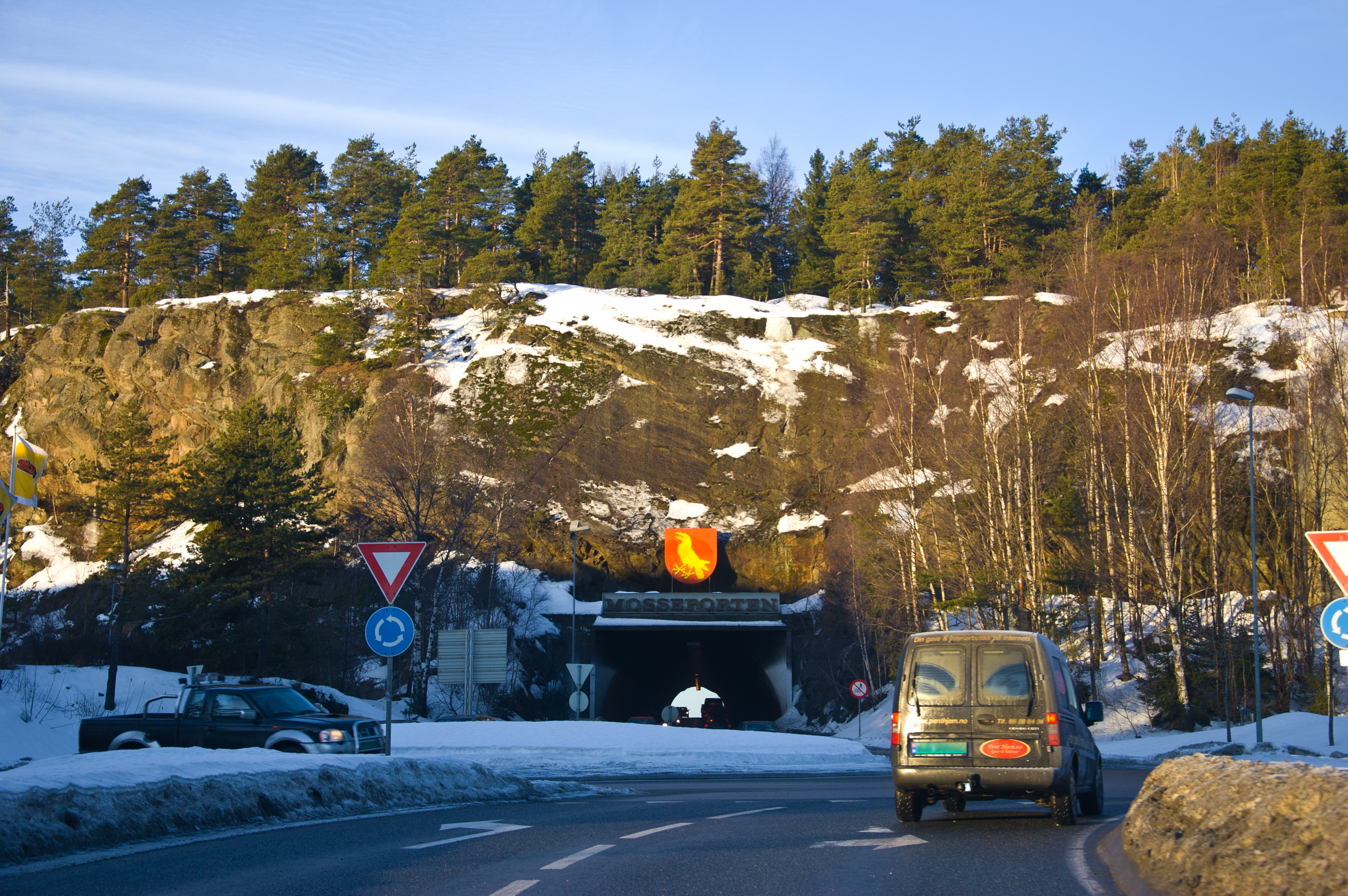
Le tunnel de Moss.
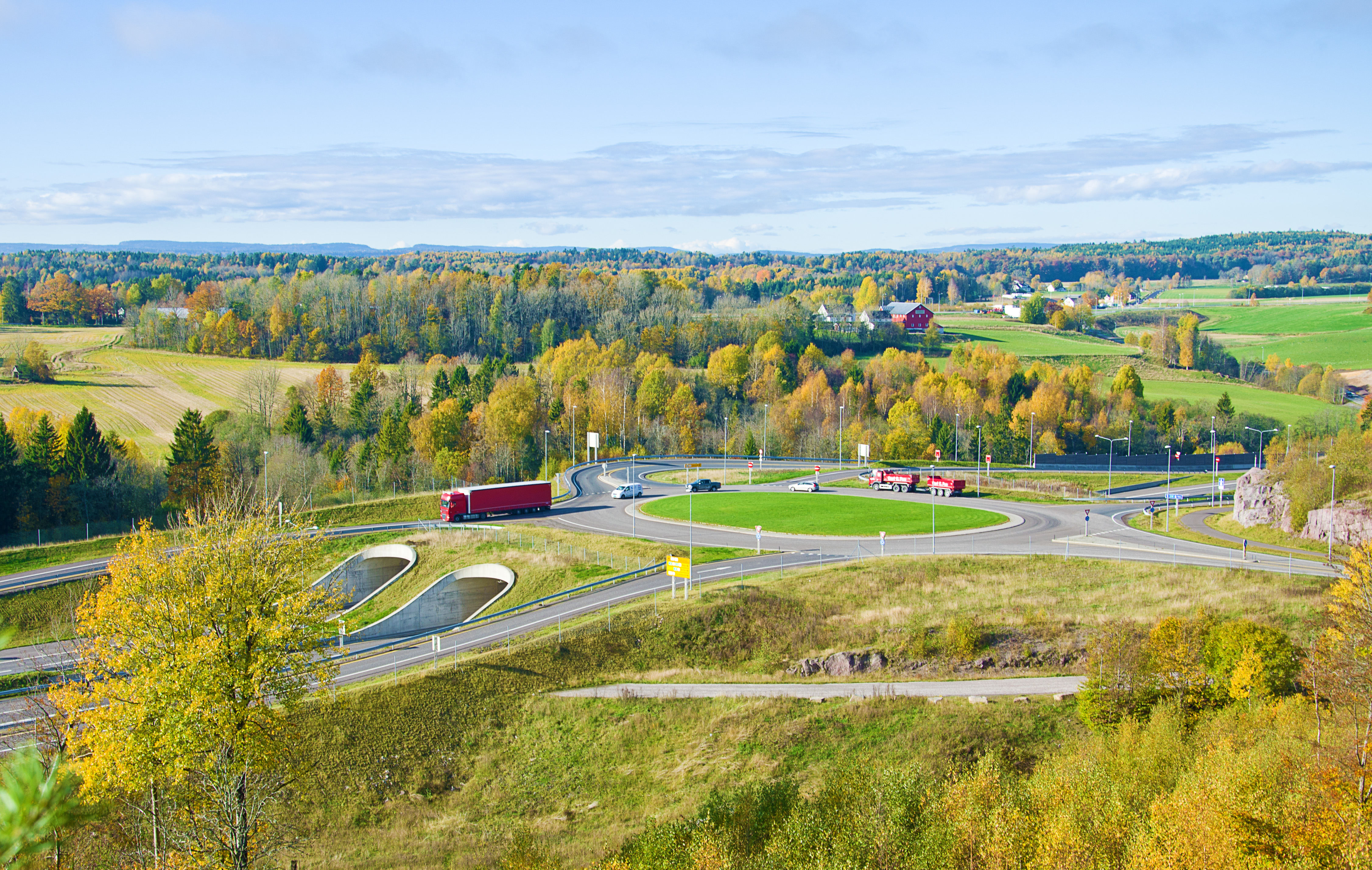
Le carrefour d'Undrumsdal.
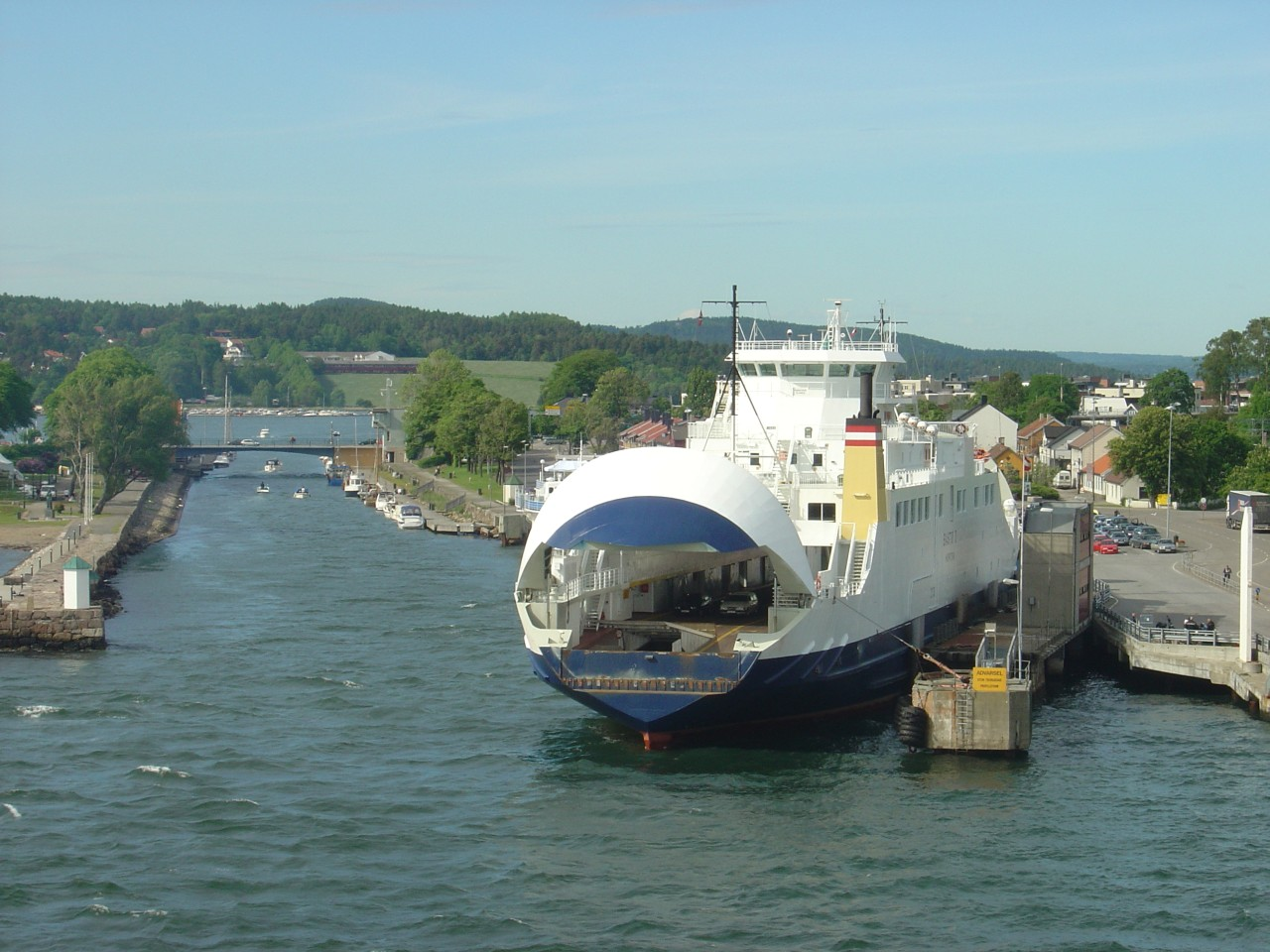
Le traversier Bastø à Moss.